# Schulzenhof/Torney
Schulzenhof/Torney ist ein Ortsteil der Stadt Gützkow im Landkreis Vorpommern-Greifswald.

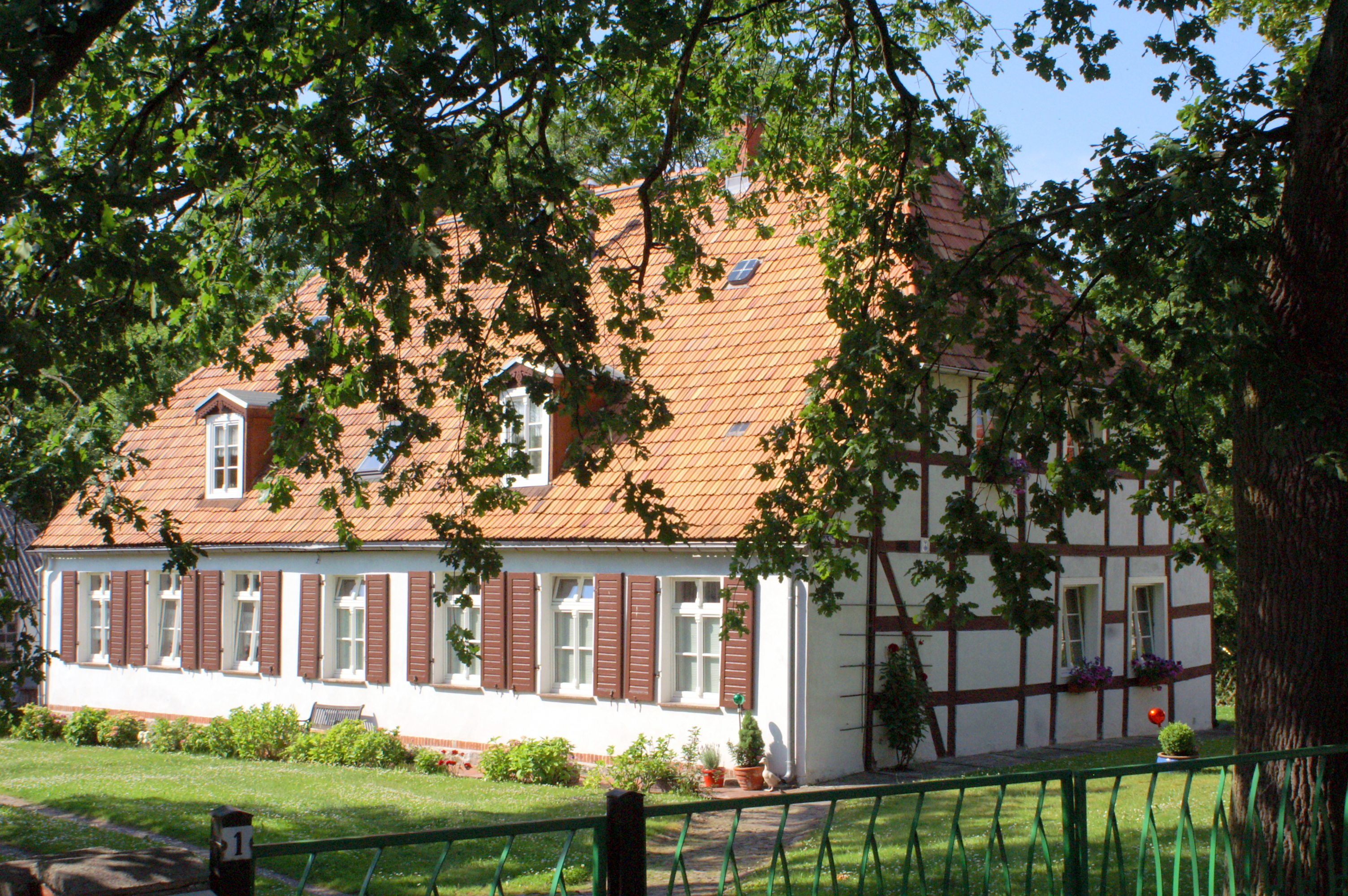
Schulzenhof Gützkow

## Geographie
Der Schulzenhof und der Torney liegen westlich innerhalb der Stadt Gützkow direkt am Swinow-Bach.

## Geschichte
Die ins Land gerufenen deutschen Siedler erreichen um 1230 das Gebiet. Sie wurden durch die wendischen Landesfürsten, Klöster und den wendischen Landadel aus den dichtbesiedelten Gebieten Deutschlands durch Lokatoren, die in der Folge als Dorfschulzen eingesetzt wurden, angeworben und hergeleitet. Der Schulzenhof wurde der separate Sitz des Dorfschulzen.
Als Brünning Nienkerken als erster namentlich bekannter Besitzer 1447 starb, verkaufte dessen Bruder Henning die Nutzungsrechte des Schulzenhofs an Lorenz Spandow. Als die Familie Spandow 1500 ausstarb, fiel der Besitz an das herzogliche Domanium zurück.
Herzog Bogislaw XIV. übergab am 15. August 1626 seinem Geheimschreiber Peter Bohlen den Schulzenhof.
Nach der Invasion der Schweden zu Beginn des Dreißigjährigen Krieges wurden Besitzungen an verdienstvolle schwedische Militärs vergeben. Der in schwedischen Diensten stehende Obrist Jacob Bohm bekam am 8. März 1643 von der Schwedenkönigin Christine den Schulzenhof von Gützkow als Tertial. Kurz nach der Verleihung des Schulzenhofes starb er aber schon 1643, seine Witwe übernahm bis 1653, danach der Sohn Cornet Lorentz Bohm von 1653 bis 1688. Als auch der Sohn der Bohms starb, hatte dessen Witwe anschließend den Hof bis 1691, dann wurde das Tertial durch die königliche Reduktionskommission eingezogen. Kurt Jakob Bohm und seine Mutter erhielten ihn am 7. Dezember 1702 nach der Beschwerde beim schwedischen König und langjährigen Prozessen das 1694 eingezogene Tertial zurück. Die Familie Bohm wurde 1711 während des Nordischen Krieges vom Schulzenhof vertrieben. Erst 1767 erhalten es die Erben nach einer Beschwerde von 1758 beim schwedischen König zurück.

Der Schulzenhof mit alter Struktur

Beim Stadtbrand von 1729 waren Torney und Schulzenhof die einzigen Teile Gützkows, die verschont geblieben sind und die die obdachlosen Gützkower aufnahmen.
Zwischenzeitlich war seit 1744 der Fähnrich Johann Carl von Lillienanker Besitzer des Schulzenhofes. Ihm folgte am 13. April 1748 von Corswandt auf Pentin. Sein Vertrag wurde am 6. Juli 1767 aufgelöst, zu Gunsten der Familie Heinrich Christoph Bohm. Sie wurde in der Folge geadelt.
1809 wurde der separate Friedhof des Schulzenhofes angelegt.
Der letzte Erbe Heinrich von Bohm starb 1812 auf dem Schulzenhof und wurde dort auch beigesetzt. Seine Tochter Friederike Ernestine (1803–1887) heiratet 1822 Friedrich Wilhelm I. von Lepel (1768–1825) und nach dessen Tod 1827 den Gützkower Vize-Pleban Johann Carl Balthasar (1784–1853).
Am 16. September 1820 wurde Alwine Balthasar in Neuenkirchen geboren. Alwine lebte 1824–1849 in Gützkow erst im Pfarrhaus und dann ab 1827 auf dem Schulzenhof. Ihr Vater war Pastor von Gützkow. Er heiratete 1827 nach dem Tode seiner ersten Frau die Witwe Friederike von Lepel, geb. von Bohm und zog auf den Schulzenhof. Alwine war seine Tochter aus erster Ehe und heiratete 1843 den Gützkower Bürgermeister Ferdinand Wuthenow. Alwine Wuthenow wurde eine niederdeutsche Lyrikerin. Sie starb am 8. Januar 1908 in Greifswald. Die Balthasars halten den Hof bis 1900, er wurde dann von der Stadt verwaltet und verpachtet. Das ehemals schwedische Tertialrecht blieb weiter gültig bis 1913.
Der Schulzenhof und der dazugehörige „Torney“ wurden 1913 nach Gützkow eingemeindet. Das Stadtgebiet Gützkows erhöht sich damit von 1143 ha auf 1275 ha. Am 1. Juli 1914 kaufte die Stadt Gützkow den Schulzenhof für 216.000 Mark und verpachtete den Hof bis 1949. Dann verkaufte sie 1949 den Schulzenhof an Willi Schultz. Sein Sohn Werner, der gegenwärtige Besitzer übernahm 1969.

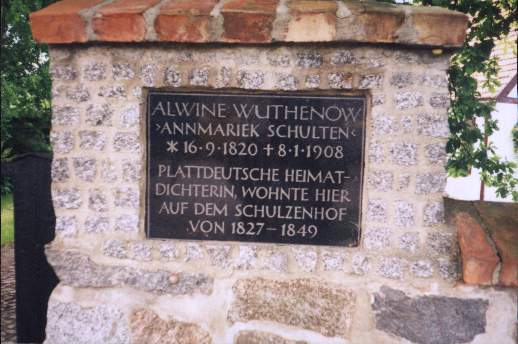
Gedenktafel Alwine Wuthenow am Schulzenhof

Am 31. Mai 1985 wurde am Hofeingang eine Gedenktafel für Alwine Wuthenow angebracht.

## Sehenswürdigkeiten
- Der Hof mit seiner Umgebung, einschließlich Friedhof